# 埃德加的跌倒
《埃德加的跌倒》（西班牙語：La caída de Edgar）是一套於2006年被上載至YouTube的墨西哥影片。該段影片成為了一個網絡迷因，並成為了YouTube其中一個最受歡迎的視頻。截至2013年9月30日，該段影片已於YouTube累積逾50,084,628次點擊。

## 影片內容
該段影片的主角是一位名為埃德加的墨西哥男孩，而其他人物則有埃德加的表哥費爾南多和旅遊同伴兼攝影師勞爾。他們於蒙特雷附近的小鎮旅遊。
影片開始時，費爾南多在一道由樹幹組成，位於一條小溪上的臨時橋樑上，而埃德加則站在小溪的另一邊。費爾南多很快就走過了那道橋，並催促埃德加走過那道橋。起初，埃德加小心翼翼地走，但當他走到中段時，費爾南多便開始移動樹幹，令到仍然在橋上的埃德加驚呼，並責罵費爾南多。當費爾南多第二次移動樹幹後，埃德加便稱費爾南多為「白痴」（idiota）。之後，費爾南多便將樹幹放下，令到埃德加失去了平衡，從橋上掉進小溪裡。之後，滿身泥濘的埃德加從小溪走回陸地上，並咒罵費爾南多。而費爾南多則請求埃德加的寬恕。

## 對墨西哥傳媒的影響
《埃德加的跌倒》在不少墨西哥傳媒上亮相，其中包括報紙和電視新聞。
除了在傳媒上亮相，《埃德加的跌倒》更被製作成各種各類的鈴聲、遊戲、戲仿和混音作品。有人更為埃德加製作一個關於成為墨西哥總統候選人的網站。Youtube上已有逾20個《埃德加的跌倒》的戲仿，而不少戲仿影片的主題均不同，其中包括星球大戰、马里奥兄弟、街頭霸王、反恐精英、火影忍者和神奇寶貝。而部份影片則無視版權問題將此影片製作成宣傳工具，如耐克。

### 埃德加的復仇
於2007年，埃德加、費爾南多和勞爾為墨西哥餅乾公司歌美颯（Gamesa）製作了一個名為「埃德加的復仇」（La Venganza de Edgar）的廣告，而該廣告本身也成為了一個網絡迷因。在該廣告中，埃德加所說的咒言均被「嗶」聲取代。廣告開始時，費爾南多仍然在作弄埃德加。但是，當埃德加大喊「衛兵！」（Guardias!）時，一隊羅馬士兵突然出現，並將費爾南多抓住。之後，埃德加說：「將這傢伙扔進河裡！」（Al río, güey），而那些羅馬士兵便將費爾南多和勞爾扔進河裡。該廣告是由歌美颯的墨西哥廣告代理商Olabuenaga Chemistri製作，並在墨西哥短暫地播出。
《埃德加的復仇》是歌美颯《皇帝》（Emperador）系列廣告的一部份。該廣告系列顯示吃皇帝曲奇餅的人能夠得到羅馬帝皇般的待遇，因為他們能呼喚一隊羅馬士兵來為他們辦事。

### 墨西哥YouTube
於2007年，YouTube推出了墨西哥版本，且其重點是放在墨西哥文化上。在推出後不久，《埃德加的跌倒》便獲Youtube放在墨西哥版本首頁上，並成為了Youtube墨西哥版本的歡迎視頻。

## 外部連結
- 埃德加的跌倒 （页面存档备份，存于） - 原始錄像
- 埃德加的跌倒：星球大戰 （页面存档备份，存于） - 星球大戰版
- 埃德加的訪問 （页面存档备份，存于） - 埃德加接受記者採訪的片段
- 埃德加的跌倒：Hechos （页面存档备份，存于） - 新聞報道片段
- 非官方網頁 （页面存档备份，存于） - 一個包含所有版本的網頁
- 埃德加：皇帝 （页面存档备份，存于） - 埃德加的報復